# Saint-Ébremond-de-Bonfossé
Saint-Ébremond-de-Bonfossé – miejscowość i dawna gmina we Francji, w regionie Normandia, w departamencie Manche. W 2013 roku populacja gminy wynosiła 779 mieszkańców. Przez miejscowość przepływa rzeka Vire. 
1 stycznia 2017 roku połączono dwie wcześniejsze gminy: Canisy oraz Saint-Ébremond-de-Bonfossé. Siedzibą nowej gminy została miejscowość Canisy, a gmina przyjęła jej nazwę. 